# ラブライブ!シリーズのオールナイトニッポンGOLD
『ラブライブ!シリーズのオールナイトニッポンGOLD』（ラブライブシリーズのオールナイトニッポンゴールド）は、ニッポン放送制作のトーク番組。メディアミックス作品『ラブライブ!シリーズ』に関連するラジオ番組でもある。

## 番組内容
メディアミックス作品『ラブライブ!シリーズ』の声優ユニットのキャストによるラジオ番組。主に同シリーズに関するトークを展開しており、一部の回では、同シリーズのキャストがゲスト出演している。
Twitterでの公式ハッシュタグは「#ラブライブANN」。

## 沿革
本記事では、2019年7月 - 2020年3月のレギュラー放送を「第1期」、2020年7月 - 2025年3月のレギュラー放送を「第2期」と表記する。

### 第1期
2019年5月30日に行われた「ラブライブ!シリーズ9周年発表会」で、番組の放送開始が発表された。その後、2019年7月19日から第1期のレギュラー放送が開始された。
本番組の開始以前にもユニット単位での地上波ラジオ番組はあったが、『ラブライブ!シリーズ』全体としての地上波ラジオ番組が放送されるのは初めてだった。
メインパーソナリティは放送回ごとに異なり、第1回 - 第3回・第8回 - 第9回はμ'sの新田恵海（高坂穂乃果 役）が、第4回 - 第7回は同じくμ'sの徳井青空（矢澤にこ 役）が担当していた。
リスナーからのアイデアをもとにした番組グッズを製作する企画も行っていた。
2020年3月20日の第9回をもって、第1期のレギュラー放送を終了した。

### 第2期
2020年7月24日から第2期のレギュラー放送が開始された。メインパーソナリティは、Aqoursの降幡愛（黒澤ルビィ 役）が担当する。番組連動の雑誌コラム（#雑誌企画で後述）では「黒澤ルビィが推進隊長として新たにスタートした」としている。
第1期終了後に展開を開始したLiella!、『スクールアイドルミュージカル』、蓮ノ空女学院スクールアイドルクラブ、第1期当時活動中ではあったがゲスト出演はしなかったSaint Snowのキャストもゲスト出演するようになった。
2023年には、公開録音イベントとして、「ラブライブ！シリーズのオールナイトニッポンGOLD 新春ありがとう文化祭」や「Smile＆Green やっと会えたね ニッポン放送 #ラジオパーク in 日比谷2023」内公開録音イベントが開催された。
第34回（2023年4月28日放送）からは「番組リニューアル」と称し、メインパーソナリティに大西亜玖璃（ニジガク・上原歩夢 役）と大熊和奏（Liella!・若菜四季 役）が加わって3人体制となり、また毎回生放送となった。この回は『ラブライブ!蓮ノ空女学院スクールアイドルクラブ』出演者の初出演回ともなった。パーソナリティ3人は期間限定ユニット「AiScReam」を結成した。
第56回（2025年2月28日放送）には2025年3月での番組終了が発表され、第57回（2025年3月28日放送）をもって終了となった。最終回では、「AiScReam」によるポッドキャスト番組『ラブライブ！シリーズ　オフィシャルカードゲーム presents AiScReamのとろけるタイム♡♡♡』の配信決定が発表された。

## コーナー紹介

### 共通
ふつおた
「ふつうのお便り」の略称。第1期では、リスナーからのμ's・Aqours・虹ヶ咲学園スクールアイドル同好会のメンバーへの質問、ラブライブ!シリーズの思い出などを紹介していた。第2期では、作品の感想、曲の感想、出演者へのメッセージ、質問などを受け付けている。

### 第1期
テーマメール
毎回設けられたテーマに沿って、お便りを募集する。
みんなで叶える番組グッズ
ラブライブ!シリーズの番組オリジナルグッズを、リスナーからのアイデアをもとに製作する。
TOKIMEKI Answers
シチュエーションごとのお題に応じて、虹ヶ咲学園スクールアイドル同好会のメンバーがどんなことを言うか予想する。
27人で答えたいアンケート
μ's・Aqours・虹ヶ咲学園スクールアイドル同好会のメンバー27人に対して事前アンケートを行い、どのメンバーがどちらの選択肢を選ぶか、予想する。

### 第2期
みんなで叶える応援団
「応援してほしいこと」「叶えたい夢」「頑張ってること」について募集し、Aqoursメンバーからリスナーを応援する。
共通my friends
Aqours・虹ヶ咲学園スクールアイドル同好会のメンバー間で意見が分かれそうな、2択のお題を募集する。
Aqours No.1 イメージ調査
「一番、足が速いのは!?」「無人島でもたくましく生き残りそうなキャストNo.1は!?」など、Aqoursキャスト内でのNo.1を調査する。
お互いの好きなところは輝いてるかい?
Aqoursメンバーへのアンケート内容をもとに、メンバー同士がお互いを褒める。
Liella!メール
第9回（2021年3月）から開始。Liella!のキャストへのメッセージを紹介する。
TOKIMEKI Answers
第14回（2021年8月）から開始。第1期の同名コーナーとは内容が異なる。各グループのメンバーなどに対するイメージについて出題する。
新春ありがとう文化祭実行委員会

## 出演者
- μ's
- Aqours
- Saint Snow[注釈 2]
- 虹ヶ咲学園スクールアイドル同好会（虹ヶ咲）
- Liella![注釈 3]
- 蓮ノ空女学院スクールアイドルクラブ[注釈 4]（蓮ノ空）
- スクールアイドルミュージカル[注釈 5]

### 第1期
| 回 | 放送日         | メインパーソナリティ | ゲスト                                                                                | 備考                                                                                | 出典         |
| -- | -------------- | -------------------- | ------------------------------------------------------------------------------------- | ----------------------------------------------------------------------------------- | ------------ |
| 1  | 2019年7月19日  | 新田恵海（μ's）      | 三森すずこ（μ's） 諏訪ななか、降幡愛（Aqours） 前田佳織里、指出毬亜（虹ヶ咲）         |                                                                                     | [ 3 ] [ 7 ]  |
| 2  | 2019年8月16日  | 新田恵海（μ's）      | 楠田亜衣奈（μ's） 逢田梨香子、小宮有紗（Aqours） 久保田未夢、鬼頭明里（虹ヶ咲）       |                                                                                     | [ 4 ] [ 16 ] |
| 3  | 2019年9月20日  | 新田恵海（μ's）      | 飯田里穂（μ's） 小林愛香、高槻かなこ（Aqours） 村上奈津実、楠木ともり（虹ヶ咲）       | 関東エリアは「ニッポン放送ショウアップナイター」が50分延長したため、22:50からの放送 | [ 17 ]       |
| 4  | 2019年10月18日 | 徳井青空（μ's）      | 新田恵海、南條愛乃、内田彩、三森すずこ、飯田里穂、Pile、楠田亜衣奈、久保ユリカ（μ's） | μ'sのキャスト全員が出演した特別回。                                                 | [ 18 ]       |
| 5  | 2019年11月15日 | 徳井青空（μ's）      | 久保ユリカ（μ's） 斉藤朱夏、鈴木愛奈（Aqours） 相良茉優、田中ちえ美（虹ヶ咲）         |                                                                                     | [ 19 ]       |
| 6  | 2019年12月20日 | 徳井青空（μ's）      | Pile（μ's） 小林愛香、鈴木愛奈（Aqours） 相良茉優、前田佳織里（虹ヶ咲）               |                                                                                     | [ 20 ]       |
| 7  | 2020年1月17日  | 徳井青空（μ's）      | 新田恵海（μ's） 伊波杏樹、逢田梨香子（Aqours） 大西亜玖璃、田中ちえ美（虹ヶ咲）       |                                                                                     | [ 21 ]       |
| 8  | 2020年2月14日  | 新田恵海（μ's）      | 内田彩（μ's） 斉藤朱夏、降幡愛（Aqours） 大西亜玖璃、久保田未夢（虹ヶ咲）             |                                                                                     | [ 22 ]       |
| 9  | 2020年3月20日  | 新田恵海（μ's）      | 三森すずこ（μ's） 伊波杏樹、高槻かなこ（Aqours） 村上奈津実、指出毬亜（虹ヶ咲）       |                                                                                     | [ 23 ]       |

### 第2期
| 回 | 放送日         | メインパーソナリティ                                      | ゲスト | 備考 | 出典          |
| -- | -------------- | --------------------------------------------------------- | --- | --- | ------------- |
| 1  | 2020年7月24日  | 降幡愛（Aqours）                                          | 逢田梨香子、諏訪ななか（Aqours） 大西亜玖璃、久保田未夢（虹ヶ咲）                                                          | | [ 11 ] [ 13 ] |
| 2  | 2020年8月21日  | 降幡愛（Aqours）                                          | 高槻かなこ、鈴木愛奈（Aqours） 指出毬亜、田中ちえ美（虹ヶ咲）                                                              | | [ 24 ] [ 25 ] |
| 3  | 2020年9月18日  | 降幡愛（Aqours）                                          | 伊波杏樹、小林愛香（Aqours） 相良茉優、前田佳織里（虹ヶ咲）                                                                | | [ 25 ] [ 26 ] |
| 4  | 2020年10月30日 | 降幡愛（Aqours）                                          | 小宮有紗、斉藤朱夏（Aqours） 村上奈津実、楠木ともり（虹ヶ咲）                                                              | 楠木は最後の出演 関東エリアでは『ニッポン放送ショウアップナイター』が延長したため40分短縮                                                              | [ 27 ] [ 28 ] |
| 5  | 2020年11月27日 | 降幡愛（Aqours）                                          | 諏訪ななか、斉藤朱夏（Aqours） 大西亜玖璃、鬼頭明里（虹ヶ咲）                                                              | | [ 29 ] [ 30 ] |
| 6  | 2020年12月25日 | 降幡愛（Aqours）                                          | 小宮有紗、小林愛香（Aqours） 久保田未夢、指出毬亜（虹ヶ咲）                                                                | | [ 31 ] [ 32 ] |
| 7  | 2021年1月29日  | 降幡愛（Aqours）                                          | 小林愛香（Aqours） 田野アサミ（Saint Snow） 前田佳織里、田中ちえ美（虹ヶ咲）                                               | | [ 1 ] [ 33 ]  |
| 8  | 2021年2月26日  | 降幡愛（Aqours）                                          | 伊波杏樹（Aqours） 佐藤日向（Saint Snow） 相良茉優、村上奈津実（虹ヶ咲）                                                   | | [ 34 ] [ 35 ] |
| 9  | 2021年3月26日  | 降幡愛（Aqours）                                          | 高槻かなこ、鈴木愛奈（Aqours） 鬼頭明里、指出毬亜（虹ヶ咲） 伊達さゆり、岬なこ（Liella!）                                  | Liella!1期メンバー初出演 | [ 2 ] [ 36 ]  |
| 10 | 2021年4月30日  | 降幡愛（Aqours）                                          | 逢田梨香子、斉藤朱夏（Aqours） 大西亜玖璃、小泉萌香（虹ヶ咲） ペイトン尚未、青山なぎさ（Liella!）                          | | [ 37 ] [ 38 ] |
| 11 | 2021年5月28日  | 降幡愛（Aqours）                                          | 諏訪ななか、小林愛香（Aqours） 前田佳織里、村上奈津実（虹ヶ咲） 伊達さゆり、Liyuu（Liella!）                               | | [ 39 ] [ 40 ] |
| 12 | 2021年6月25日  | 降幡愛（Aqours）                                          | 小宮有紗、鈴木愛奈（Aqours） 相良茉優、鬼頭明里（虹ヶ咲）                                                                  | 岬なこ、青山なぎさは岬なこの新型コロナウイルス感染のため出演辞退。                                                                                     | [ 42 ]        |
| 13 | 2021年7月30日  | 降幡愛（Aqours）                                          | 逢田梨香子、斉藤朱夏（Aqours） 久保田未夢、前田佳織里（虹ヶ咲） 伊達さゆり、ペイトン尚未（Liella!）                        | | [ 43 ]        |
| 14 | 2021年8月27日  | 降幡愛（Aqours）                                          | 諏訪ななか、小林愛香（Aqours） 大西亜玖璃、田中ちえ美（虹ヶ咲） Liyuu、岬なこ（Liella!）                                   | | [ 44 ]        |
| 15 | 2021年9月24日  | 降幡愛（Aqours）                                          | 斉藤朱夏（Aqours） 相良茉優、指出毬亜（虹ヶ咲） 伊達さゆり、青山なぎさ（Liella!）                                          | | [ 45 ]        |
| 16 | 2021年10月15日 | 降幡愛（Aqours）                                          | 逢田梨香子、小宮有紗（Aqours） 相良茉優、久保田未夢（虹ヶ咲） ペイトン尚未、岬なこ（Liella!）                              | | [ 46 ]        |
| 17 | 2021年11月26日 | 降幡愛（Aqours）                                          | 小林愛香（Aqours） 大西亜玖璃、内田秀（虹ヶ咲） 岬なこ、青山なぎさ（Liella!）                                              | | [ 47 ]        |
| 18 | 2021年12月29日 | 降幡愛（Aqours）                                          | 小宮有紗、斉藤朱夏（Aqours） 田中ちえ美、法元明菜（虹ヶ咲） 伊達さゆり、Liyuu（Liella!）                                   | | [ 48 ]        |
| 19 | 2022年1月21日  | 降幡愛（Aqours）                                          | 斉藤朱夏（Aqours） 久保田未夢、村上奈津実（虹ヶ咲） Liyuu、ペイトン尚未（Liella!）                                         | | [ 49 ]        |
| 20 | 2022年2月18日  | 降幡愛（Aqours）                                          | 逢田梨香子、諏訪ななか（Aqours） 前田佳織里、指出毬亜（虹ヶ咲） 伊達さゆり、青山なぎさ（Liella!）                          | | [ 50 ]        |
| 21 | 2022年3月25日  | 降幡愛（Aqours）                                          | 小宮有紗、小林愛香（Aqours） 大西亜玖璃、相良茉優（虹ヶ咲） 岬なこ、青山なぎさ（Liella!）                                  | 番組初の生放送。 | [ 51 ]        |
| 22 | 2022年4月15日  | 降幡愛（Aqours）                                          | 小林愛香（Aqours） 田中ちえ美、内田秀（虹ヶ咲） 岬なこ、ペイトン尚未（Liella!）                                            | | [ 52 ]        |
| 23 | 2022年5月27日  | 降幡愛（Aqours）                                          | 小宮有紗（Aqours） 小泉萌香、法元明菜（虹ヶ咲） 伊達さゆり、Liyuu（Liella!）                                               | | [ 53 ]        |
| 24 | 2022年6月24日  | 降幡愛（Aqours）                                          | 諏訪ななか（Aqours） 久保田未夢、指出毬亜（虹ヶ咲） 伊達さゆり、ペイトン尚未（Liella!）                                    | | [ 54 ]        |
| 25 | 2022年7月22日  | 降幡愛（Aqours）                                          | 逢田梨香子（Aqours） 田中ちえ美、矢野妃菜喜（虹ヶ咲） 青山なぎさ、鈴原希実（Liella!）                                      | 矢野妃菜喜（高咲侑役）およびLiella!2期メンバー初出演                                                                                                   | [ 55 ]        |
| 26 | 2022年8月26日  | 降幡愛（Aqours）                                          | 小宮有紗（Aqours） 相良茉優、法元明菜（虹ヶ咲） 岬なこ、絵森彩（Liella!）                                                  | | [ 56 ]        |
| 27 | 2022年9月30日  | 降幡愛（Aqours）                                          | 小林愛香（Aqours） 久保田未夢、田中ちえ美（虹ヶ咲） ペイトン尚未、薮島朱音（Liella!） 堀内まり菜、関根優那（ミュージカル） | ミュージカル演者初出演 | [ 57 ]        |
| 28 | 2022年10月28日 | 降幡愛（Aqours）                                          | 小宮有紗、鈴木愛奈（Aqours） 相良茉優、内田秀（虹ヶ咲） Liyuu、大熊和奏（Liella!） 堀内まり菜、浅井七海（ミュージカル）    | 3月25日放送回以来の生放送 |               |
| 29 | 2022年11月25日 | 降幡愛（Aqours）                                          | 逢田梨香子（Aqours） 前田佳織里、法元明菜（虹ヶ咲） 伊達さゆり、鈴原希実（Liella!） 堀内まり菜、佐藤美波（ミュージカル）   | |               |
| 30 | 2022年12月30日 | 降幡愛（Aqours）                                          | 斉藤朱夏（Aqours） 大西亜玖璃、鬼頭明里（虹ヶ咲） 青山なぎさ、薮島朱音（Liella!） 堀内まり菜、杏ジュリア（ミュージカル）   | |               |
| 31 | 2023年1月27日  | 降幡愛（Aqours）                                          | 小宮有紗（Aqours） 法元明菜（虹ヶ咲） 岬なこ、絵森彩（Liella!） 堀内まり菜、関根優那（ミュージカル）                       | スタジオトークと、1月9日(月・祝)に開催された番組初のトークイベント「新春ありがとう文化祭」の模様を放送                                                 |               |
| 32 | 2023年2月24日  | 降幡愛（Aqours）                                          | 小林愛香（Aqours） 矢野妃菜喜（虹ヶ咲） ペイトン尚未、大熊和奏（Liella!） 堀内まり菜、西葉瑞希（ミュージカル）             | |               |
| 33 | 2023年3月24日  | 降幡愛（Aqours）                                          | 小宮有紗（Aqours） 久保田未夢、内田秀（虹ヶ咲） Liyuu、鈴原希実（Liella!）                                                 | |               |
| 34 | 2023年4月28日  | 降幡愛（Aqours） 大西亜玖璃（虹ヶ咲） 大熊和奏（Liella!） | 楡井希実、菅叶和（蓮ノ空）                                                                                                 | この回から生放送に移行 蓮ノ空メンバー初出演 |               |
| 35 | 2023年5月26日  | 大西亜玖璃（虹ヶ咲）                                      | 小林愛香、小宮有紗（Aqours） 法元明菜（虹ヶ咲）                                                                            | 降幡は体調不良のため欠席 大熊和奏は放送翌日に行われた「BUSHIROAD ROCK FESTIVAL 2023」に出演する関係で生放送には出演せず、コメントのみの出演            |               |
| 36 | 2023年6月30日  | 降幡愛（Aqours） 大西亜玖璃（虹ヶ咲） 大熊和奏（Liella!） | 堀内まり菜、星守紗凪（ミュージカル）                                                                                       | |               |
| 37 | 2023年7月28日  | 降幡愛（Aqours） 大西亜玖璃（虹ヶ咲） 大熊和奏（Liella!） | 堀内まり菜、浅井七海（ミュージカル）                                                                                       | |               |
| 38 | 2023年8月25日  | 降幡愛（Aqours） 大西亜玖璃（虹ヶ咲）                     | 堀内まり菜、浅井七海（ミュージカル）                                                                                       | 大熊はライブ出演のため欠席 |               |
| 39 | 2023年9月29日  | 降幡愛（Aqours） 内田秀（虹ヶ咲） 大熊和奏（Liella!）     | 堀内まり菜、鈴木まゆり（ミュージカル） 菅叶和、月音こな（蓮ノ空）                                                          | 大西は体調不良のため欠席し、内田が代役 ニッポン放送はプロ野球中継が延長したため、22:20ごろに試合結果を伝えてから飛び乗りとなった。                     |               |
| 40 | 2023年10月27日 | 降幡愛（Aqours） 大西亜玖璃（虹ヶ咲） 大熊和奏（Liella!） | 堀内まり菜、春名真依（ミュージカル）                                                                                       | |               |
| 41 | 2023年11月24日 | 降幡愛（Aqours） 大西亜玖璃（虹ヶ咲） 大熊和奏（Liella!） | 堀内まり菜、佐藤美波（ミュージカル）                                                                                       | |               |
| 42 | 2023年12月29日 | 降幡愛（Aqours） 大西亜玖璃（虹ヶ咲） 大熊和奏（Liella!） | 堀内まり菜、関根優那（ミュージカル）                                                                                       | |               |
| 43 | 2024年1月26日  | 降幡愛（Aqours） 大西亜玖璃（虹ヶ咲） 大熊和奏（Liella!） | 堀内まり菜、関根優那（ミュージカル）                                                                                       | |               |
| 44 | 2024年2月23日  | 降幡愛（Aqours） 大西亜玖璃（虹ヶ咲） 大熊和奏（Liella!） | なし | |               |
| 45 | 2024年3月29日  | 降幡愛（Aqours） 大西亜玖璃（虹ヶ咲） 大熊和奏（Liella!） | なし | |               |
| 46 | 2024年4月26日  | 降幡愛（Aqours） 大西亜玖璃（虹ヶ咲） 大熊和奏（Liella!） | なし | |               |
| 47 | 2024年5月31日  | 降幡愛（Aqours） 大西亜玖璃（虹ヶ咲） 大熊和奏（Liella!） | なし | |               |
| 48 | 2024年6月28日  | 降幡愛（Aqours） 大西亜玖璃（虹ヶ咲） 大熊和奏（Liella!） | 堀内まり菜、浅井七海（ミュージカル）                                                                                       | |               |
| 49 | 2024年7月28日  | 降幡愛（Aqours） 大西亜玖璃（虹ヶ咲） 大熊和奏（Liella!） | なし | |               |
| 50 | 2024年8月23日  | 降幡愛（Aqours） 大西亜玖璃（虹ヶ咲） 大熊和奏（Liella!） | 堀内まり菜（ミュージカル）                                                                                                 | |               |
| 51 | 2024年9月27日  | 降幡愛（Aqours） 大西亜玖璃（虹ヶ咲） 大熊和奏（Liella!） | 浅井七海（ミュージカル）                                                                                                   | |               |
| 52 | 2024年10月18日 | 大熊和奏（Liella!） Liyuu（Liella!）                      | 内田彩（μ's） 浅井七海（ミュージカル）                                                                                     | 降幡は体調不良で欠席。 大西はライブ準備で欠席、電話でのオープニングのみの出演となった。 Liyuuは二人の代役として出演。 μ'sからの出演は第2期において初。 |               |
| 53 | 2024年11月29日 | 降幡愛（Aqours） 大熊和奏（Liella!）                      | 斉藤朱夏（Aqours） 浅井七海、杏ジュリア（ミュージカル）                                                                    | 大西は欠席。 |               |
| 54 | 2024年12月27日 | 降幡愛（Aqours） 大西亜玖璃（虹ヶ咲） 大熊和奏（Liella!） | 堀内まり菜 （ミュージカル）                                                                                                | |               |
| 55 | 2025年1月31日  | 降幡愛（Aqours） 大西亜玖璃（虹ヶ咲） 大熊和奏（Liella!） | 西葉瑞希、杏ジュリア（ミュージカル）                                                                                       | |               |
| 56 | 2025年2月28日  | 降幡愛（Aqours） 大西亜玖璃（虹ヶ咲） 大熊和奏（Liella!） | 堀内まり菜、冨田菜々風（ミュージカル）                                                                                     | |               |
| 57 | 2025年3月28日  | 降幡愛（Aqours） 大西亜玖璃（虹ヶ咲） 大熊和奏（Liella!） | 堀内まり菜 （ミュージカル）                                                                                                | 最終回 |               |

## スタッフ
- 野上大貴（のがみ だいき）：番組ディレクター[58]。

## 主題歌・挿入歌
- オープニングテーマ：ハーブ・アルパートとティファナ・ブラス「BITTERSWEET SAMBA」

## 放送
ニッポン放送『オールナイトニッポンGOLD』（金曜 22時00分 - 24時00分）で毎月1回放送されている。第2期 第18回（2021年12月29日）のみ、水曜日に放送される。
放送期間は、第1期が2019年7月19日 - 2020年3月20日、第2期が2020年7月24日 - 2025年3月28日である。

## 関連書籍・関連グッズ

### 投稿用はがき
セブン-イレブンの店内マルチコピー機で、番組特製の投稿用はがきが販売されている。
第1期
いずれも2019年7月20日に販売開始。
- μ's 1 ラブライブ！シリーズのオールナイトニッポンGOLD
- μ's 2 ラブライブ！シリーズのオールナイトニッポンGOLD
- Aqours 1 ラブライブ！シリーズのオールナイトニッポンGOLD
- Aqours 2 ラブライブ！シリーズのオールナイトニッポンGOLD
- 虹ヶ咲学園スクールアイドル同好会 1 ラブライブ！シリーズのオールナイトニッポンGOLD
- 虹ヶ咲学園スクールアイドル同好会 2 ラブライブ！シリーズのオールナイトニッポンGOLD

第2期
最初の「ロゴver.」のみ2020年7月22日から、それ以外は2020年8月22日に販売開始。2021年7月16日から再発売されている。虹ヶ咲学園スクールアイドル同好会のデザインでは、新規加入した三船栞子も描かれている。
- ラブライブ！シリーズのオールナイトニッポンGOLD ロゴver.
- ラブライブ！シリーズのオールナイトニッポンGOLD Aqours 1
- ラブライブ！シリーズのオールナイトニッポンGOLD Aqours 2
- ラブライブ！シリーズのオールナイトニッポンGOLD 虹ヶ咲学園スクールアイドル同好会1
- ラブライブ！シリーズのオールナイトニッポンGOLD 虹ヶ咲学園スクールアイドル同好会2

### 番組グッズ
「みんなで叶える番組グッズ」で紹介されたものなど、番組で製作されたグッズはセブンネットショッピングで販売されている。また、一部のグッズはコミックマーケット97でも販売された。
| No. | 商品名 | 発売日（発売月） | 備考                                                                                 | 出典                 |
| --- | --- | ---------------- | ------------------------------------------------------------------------------------ | -------------------- |
| 1   | ラブライブ！シリーズのANNG ラバーコインケース・チャーム3種セット                                          | 2019年8月30日    |                                                                                      | [ 67 ]               |
| 2   | ラブライブ！シリーズのANNG ペンケース・ボールペン・投稿用はがきセット（μ's）                              | 2019年8月30日    |                                                                                      | [ 68 ]               |
| 3   | ラブライブ！シリーズのANNG ペンケース・ボールペン・投稿用はがきセット（Aqours）                           | 2019年8月30日    |                                                                                      | [ 69 ]               |
| 4   | ラブライブ！シリーズのANNG ペンケース・ボールペン・投稿用はがきセット（虹ヶ咲学園スクールアイドル同好会） | 2019年8月30日    |                                                                                      | [ 70 ]               |
| 5   | ラブライブ！シリーズのANNG ステンレスマグ・コースター3種セット                                            | 2019年8月30日    |                                                                                      | [ 71 ]               |
| 6   | ラブライブ！シリーズのANNG オリジナルピンバッジ                                                           | 2019年8月30日    |                                                                                      | [ 72 ]               |
| 7   | ラブライブ！シリーズのANNG クリアファイル3枚セット                                                        | 2019年10月26日   |                                                                                      | [ 73 ]               |
| 8   | ラブライブ！シリーズのANNG 番宣ポスター                                                                   | 2019年10月26日   | 第1期の番宣イラストを使用している。                                                  | [ 74 ]               |
| 9   | ラブライブ！シリーズのANNG B2タペストリー                                                                 | 2019年10月26日   |                                                                                      | [ 75 ]               |
| 10  | ラブライブ！シリーズのANNG ボストンリュック                                                               | 2019年12月       |                                                                                      | [ 76 ]               |
| 11  | ラブライブ！シリーズのANNG POPSOCKETS（μ's）                                                              | 2019年12月28日   | コミックマーケット97でも販売。                                                       | [ 66 ] [ 77 ]        |
| 12  | ラブライブ！シリーズのANNG POPSOCKETS（Aqours）                                                           | 2019年12月28日   | コミックマーケット97でも販売。                                                       | [ 66 ] [ 78 ]        |
| 13  | ラブライブ！シリーズのANNG POPSOCKETS（虹ヶ咲学園スクールアイドル同好会）                                 | 2019年12月28日   | コミックマーケット97でも販売。                                                       | [ 66 ] [ 79 ]        |
| 14  | ラブライブ！シリーズのANNG Aqours ミニ色紙                                                                | 2019年12月       | コミックマーケット97でも販売。 9種の中からランダム1種の販売と、9種セット販売がある。 | [ 66 ] [ 80 ] [ 81 ] |
| 15  | ラブライブ！シリーズのANNG Aqours クリアファイル3枚セット                                                 | 2019年12月28日   | コミックマーケット97でも販売。                                                       | [ 66 ] [ 82 ]        |
| 16  | ラブライブ！シリーズのANNG Aqours アクリルスタンド（高海 千歌）                                           | 2019年12月28日   | コミックマーケット97でも販売。                                                       | [ 66 ] [ 83 ]        |
| 17  | ラブライブ！シリーズのANNG Aqours アクリルスタンド（桜内 梨子）                                           | 2019年12月28日   | コミックマーケット97でも販売。                                                       | [ 66 ] [ 84 ]        |
| 18  | ラブライブ！シリーズのANNG Aqours アクリルスタンド（松浦 果南）                                           | 2019年12月28日   | コミックマーケット97でも販売。                                                       | [ 66 ] [ 85 ]        |
| 19  | ラブライブ！シリーズのANNG Aqours アクリルスタンド（黒澤 ダイヤ）                                         | 2019年12月28日   | コミックマーケット97でも販売。                                                       | [ 66 ] [ 86 ]        |
| 20  | ラブライブ！シリーズのANNG Aqours アクリルスタンド（渡辺 曜）                                             | 2019年12月28日   | コミックマーケット97でも販売。                                                       | [ 66 ] [ 87 ]        |
| 21  | ラブライブ！シリーズのANNG Aqours アクリルスタンド（津島 善子）                                           | 2019年12月28日   | コミックマーケット97でも販売。                                                       | [ 66 ] [ 88 ]        |
| 22  | ラブライブ！シリーズのANNG Aqours アクリルスタンド（国木田 花丸）                                         | 2019年12月28日   | コミックマーケット97でも販売。                                                       | [ 66 ] [ 89 ]        |
| 23  | ラブライブ！シリーズのANNG Aqours アクリルスタンド（小原 鞠莉）                                           | 2019年12月28日   | コミックマーケット97でも販売。                                                       | [ 66 ] [ 90 ]        |
| 24  | ラブライブ！シリーズのANNG Aqours アクリルスタンド（黒澤 ルビィ）                                         | 2019年12月28日   | コミックマーケット97でも販売。                                                       | [ 66 ] [ 91 ]        |
| 25  | ラブライブ！シリーズのANNG Aqoursアクリル万年カレンダー                                                   | 2020年2月        |                                                                                      | [ 92 ]               |
| 26  | ラブライブ！サンシャイン!! 寝そべりぬいぐるみAqoursジャージver.（SS）“高海 千歌”                          | 2020年5月22日    |                                                                                      | [ 93 ]               |
| 27  | ラブライブ！サンシャイン!! 寝そべりぬいぐるみAqoursジャージver.（SS）“桜内 梨子”                          | 2020年5月22日    |                                                                                      | [ 94 ]               |
| 28  | ラブライブ！サンシャイン!! 寝そべりぬいぐるみAqoursジャージver.（SS）“松浦 果南”                          | 2020年5月22日    |                                                                                      | [ 95 ]               |
| 29  | ラブライブ！サンシャイン!! 寝そべりぬいぐるみAqoursジャージver.（SS）“黒澤 ダイヤ”                        | 2020年5月22日    |                                                                                      | [ 96 ]               |
| 30  | ラブライブ！サンシャイン!! 寝そべりぬいぐるみAqoursジャージver.（SS）“渡辺 曜”                            | 2020年5月22日    |                                                                                      | [ 97 ]               |
| 31  | ラブライブ！サンシャイン!! 寝そべりぬいぐるみAqoursジャージver.（SS）“津島 善子”                          | 2020年5月22日    |                                                                                      | [ 98 ]               |
| 32  | ラブライブ！サンシャイン!! 寝そべりぬいぐるみAqoursジャージver.（SS）“国木田 花丸”                        | 2020年5月22日    |                                                                                      | [ 99 ]               |
| 33  | ラブライブ！サンシャイン!! 寝そべりぬいぐるみAqoursジャージver.（SS）“小原 鞠莉”                          | 2020年5月22日    |                                                                                      | [ 100 ]              |
| 34  | ラブライブ！サンシャイン!! 寝そべりぬいぐるみAqoursジャージver.（SS）“黒澤 ルビィ”                        | 2020年5月22日    |                                                                                      | [ 101 ]              |
| 35  | ラブライブ！シリーズのANNG オリジナルコンテナ                                                             | 2020年8月28日    |                                                                                      | [ 102 ]              |
| 36  | ラブライブ！シリーズのANNGオリジナルTシャツ                                                               | 2020年9月12日    |                                                                                      | [ 103 ]              |
| 37  | ラブライブ！シリーズのANNG × LOGOS タイニーチェア                                                         | 2020年9月26日    |                                                                                      | [ 104 ]              |
| 38  | ラブライブ！シリーズのANNG × LOGOS レジャーシート                                                         | 2020年9月26日    |                                                                                      | [ 105 ]              |
| 39  | ラブライブ！シリーズのANNG × LOGOS クーラーバッグ                                                         | 2020年9月26日    |                                                                                      | [ 106 ]              |
| 40  | ラブライブ！シリーズのANNG 番宣ポスター                                                                   | 2020年10月24日   | 第2期のメインビジュアルを使用している。                                              | [ 107 ] [ 108 ]      |
| 41  | ラブライブ！シリーズのANNG 缶バッジ・クリアファイルセット                                                 | 2020年10月24日   | 第2期のメインビジュアルを使用している。                                              | [ 109 ] [ 108 ]      |
| 42  | ラブライブ！シリーズのANNG 虹ヶ咲学園スクールアイドル同好会 クリアファイル3枚セット                       | 2020年12月25日   |                                                                                      | [ 110 ]              |
| 43  | ラブライブ！シリーズのANNG 虹ヶ咲学園スクールアイドル同好会 アクリルスタンド（上原 歩夢）                 | 2020年12月25日   |                                                                                      | [ 111 ]              |
| 44  | ラブライブ！シリーズのANNG 虹ヶ咲学園スクールアイドル同好会 アクリルスタンド（中須 かすみ）               | 2020年12月25日   |                                                                                      | [ 112 ]              |
| 45  | ラブライブ！シリーズのANNG 虹ヶ咲学園スクールアイドル同好会 アクリルスタンド（桜坂 しずく）               | 2020年12月25日   |                                                                                      | [ 113 ]              |
| 46  | ラブライブ！シリーズのANNG 虹ヶ咲学園スクールアイドル同好会 アクリルスタンド（朝香 果林）                 | 2020年12月25日   |                                                                                      | [ 114 ]              |
| 47  | ラブライブ！シリーズのANNG 虹ヶ咲学園スクールアイドル同好会 アクリルスタンド（宮下 愛）                   | 2020年12月25日   |                                                                                      | [ 115 ]              |
| 48  | ラブライブ！シリーズのANNG 虹ヶ咲学園スクールアイドル同好会 アクリルスタンド（近江 彼方）                 | 2020年12月25日   |                                                                                      | [ 116 ]              |
| 49  | ラブライブ！シリーズのANNG 虹ヶ咲学園スクールアイドル同好会 アクリルスタンド（優木 せつ菜）               | 2020年12月25日   |                                                                                      | [ 117 ]              |
| 50  | ラブライブ！シリーズのANNG 虹ヶ咲学園スクールアイドル同好会 アクリルスタンド（エマ・ヴェルデ）            | 2020年12月25日   |                                                                                      | [ 118 ]              |
| 51  | ラブライブ！シリーズのANNG 虹ヶ咲学園スクールアイドル同好会 アクリルスタンド（天王寺 璃奈）               | 2020年12月25日   |                                                                                      | [ 119 ]              |
| 52  | ラブライブ！シリーズのANNG 虹ヶ咲学園スクールアイドル同好会 アクリルスタンド（三船 栞子）                 | 2020年12月25日   |                                                                                      | [ 120 ]              |

### ノベルティ
第1期では、『ラブライブ!シリーズ』9周年記念ロゴと番組ロゴが印刷されたステッカーを、投稿したはがきが採用されたリスナーに対してプレゼントしていた。また、番組公式Twitterでのプレゼント企画も行われた。
第2期では、番組ロゴ（第2期）が印刷されたステッカーをプレゼントする企画が、公式Twitterで行われていた。

### 雑誌企画
『ラブライブ!シリーズ』の雑誌『LoveLive!Days ラブライブ!総合マガジン』では、番組（第2期）と連動のコラムとして「シリーズ宣伝コラム！『降幡愛のラブandライブ』」がVol.09（2020年9月16日発売号）から連載されている。番組内容の振り返りやオフショットのほか、本放送ではカットされた内容が掲載されることもある。
2022年現在、第2期のパーソナリティを担当する降幡愛が執筆している。

### 音楽ソフト
2021年8月23日、本番組のタイアップソングとして『ラブライブ!シリーズ』の各グループによる以下の楽曲の制作、およびスプリットシングルの発売について発表された。
| 発売日         | 商品名                                                    | 歌                               | 楽曲                     |
| -------------- | --------------------------------------------------------- | -------------------------------- | ------------------------ |
| 2021年11月24日 | not ALONE not HITORI/ミラクル STAY TUNE!/Shooting Voice!! | Aqours                           | 「not ALONE not HITORI」 |
| 2021年11月24日 | not ALONE not HITORI/ミラクル STAY TUNE!/Shooting Voice!! | 虹ヶ咲学園スクールアイドル同好会 | 「ミラクル STAY TUNE!」  |
| 2021年11月24日 | not ALONE not HITORI/ミラクル STAY TUNE!/Shooting Voice!! | Liella!                          | 「Shooting Voice!!」     |